# Nouhak Phoumsavanh
Nouhak Phoumsavanh ou Phoumsavane, né le 9 avril 1910 à Phalouka, dans la province de Mukdahan (Thaïlande), et décédé le 9 septembre 2008 à Vientiane, est un révolutionnaire du Pathet Lao, homme d'État, puis un membre du Parti révolutionnaire populaire lao.

## Biographie
Fils de M. Thongphak et de Mme Banhthoun, il se marie en 1933 avec Mme Chanthom, dont il a 4 enfants, puis avec Mme Bounma en 1944.
C'était un commerçant d'origine lao né à Mukdahan, actuellement dans le nord-est de la Thaïlande. Sous couvert d'une entreprise de transport par camion, il fournissait des armes au Việt-Minh. Sa connaissance du commerce transfrontalier faisait de lui un négociateur adroit.
En 1945, il cofonde le mouvement révolutionnaire du Laos et devient  le bras droit de Kayson Phomvihane au sein du gouvernement révolutionnaire. En 1949, il est président du comité Lao Totan pour la région Est, puis en 1950, ministre des Finances du gouvernement Lao Totan.
En 1954, il participe à la Conférence internationale de Genève comme représentant du Front patriotique lao qui mit fin à l'Indochine française, avec la division du Vietnam entre Nord et Sud.
Membre du Comité central (CC) du Parti populaire lao en 1955, il devient Premier secrétaire en 1958. Il est arrêté par la police du gouvernement d'union royale en 1959 mais il parvient à s'échapper de la prison de Vientiane au bout d'un an de détention. De 1960 – 1962, il est membre du comité de négociation pour créer le 2e gouvernement de coalition. 
À l'instauration du gouvernement communiste en décembre 1975, Phoumsavanh est nommé vice-ministre et ministre des Finances.
Il succède à Kaysone Phomvihane comme président de la  République à la mort de celui-ci en novembre 1992.
Constitutionnellement, la Présidence de la République est à la tête de l'exécutif, mais au milieu des années 1990, le Premier ministre de Nouhak Phoumsavanh, Khamtay Siphandone prend de plus en plus de pouvoir et, en 1992, il prend le contrôle du Parti révolutionnaire populaire lao. Lorsque Siphandone décide de devenir président de la République en 1998, Nouhak Phoumsavanh quitte la politique.